# سلطان مسعود دقیق

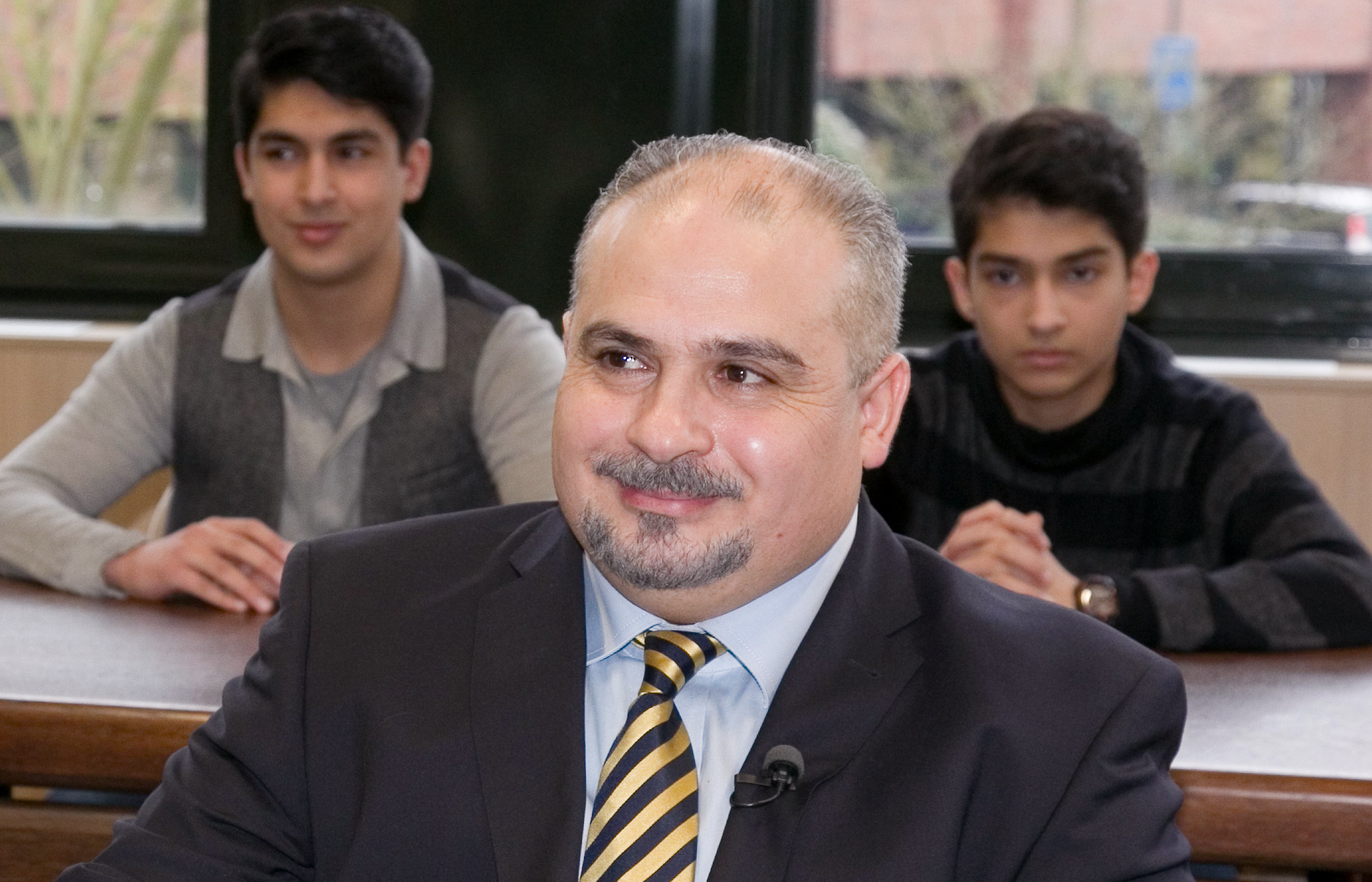
سلطان مسعود دقیق

سلطان مسعود دقیق (متولد ۱۹ اوت ۱۹۶۷ در کابل، افغانستان) کارآفرین و موسس آلمانی می‌باشد. به او، به افتخار تلاش‌هایش در عرصهٔ پناهجویان، افراد محروم جامعه و یتیمها، در فوریه ۲۰۱۵ نشان افتخار شایستگی جمهوری فدرال آلمان تعلق گرفت.